# 미겔 이글레시아스

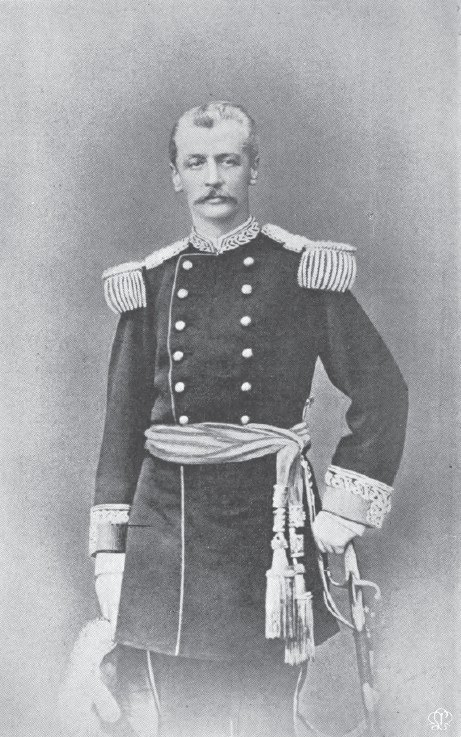
미겔 이글레시아스

미겔 이글레시아스(Miguel Iglesias, 1830년 6월 11일 ~ 1909년 11월 7일)는 페루의 군인 및 정치인으로, 1883년부터 1885년까지 대통령을 역임했다.